# Eselsburger Tal
Eselsburger Tal este o arie protejată (sit de importanță comunitară — SCI, arie de protecție specială avifaunistică — SPA) din Germania întinsă pe o suprafață de 327,69 ha, integral pe uscat.

## Localizare
Centrul sitului Eselsburger Tal este situat la coordonatele 48°36′22″N 10°10′21″E / 48.6061°N 10.1725°E.

## Înființare
Situl Eselsburger Tal a fost declarat arie de protecție specială avifaunistică în noiembrie 2007 pentru a proteja 5 specii de animale. Situl a fost protejat și ca sit de importanță comunitară în noiembrie 2007.

## Biodiversitate
Situată în ecoregiunea continentală, aria protejată nu include niciun habitat protejat.
La baza desemnării sitului se află mai multe specii protejate de  păsări (5): pescăruș albastru (Alcedo atthis), ciocănitoarea de stejar (Dendrocopos medius), Falco peregrinus peregrinus, sfrâncioc roșiatic (Lanius collurio), ciocănitoare verzuie (Picus canus)